# Takeru Kishimoto
Takeru Kishimoto (født 16. juli 1997) er en japansk fodboldspiller, som spiller for den japanske fodboldklub Tokushima Vortis.